# Бечуана
Бечуана је била протекторат Уједињеног Краљевства основан 31. марта 1885. године у Јужној Африци. Територија протектората постала је независна Република Боцвана 30. септембра 1966. године.

## Историјат
Израз „Бечуана” (Bechuanaland) означавао је територију на којој је живео истоимени народ (данас зван Тсвана). Подручје Бечуане је подељено на два дела: део који се налази јужно од реке Молопо постао је крунска колонија која се звала Британска Бечуана (British Bechuanaland), која је касније постала део Капске колоније и данас је део ЈАР-а. Године 1882, на територији Британске Бечуане проглашене су две краткотрајне бурске републике (Стелаланд и Гошен), које су након неколико година поновно враћене под британску управу. Године 1891, Јужноафричка царинска унија је проширена и на Британску Бечуану, а 1895. та територија је припојена Капској колонији.
Други део територије Бечуане је британска управа намеравала да стави под власт Родезије или Јужне Африке, али томе се противило месно становништво које је независност за своју територију добило 1965. године.

## Управа
Бечуана је била више протекторат него колонија будући да су локалну власт водиле вође народа Цвана, а Британци су у земљи држали само полицију. Када је високи посланик за Јужну Африку почео 1891. да именује функционере за управу Бечуане, завршено је раздобље те ограничене независности Бечуане.
Протекторатом се управљало из Мафикенга (данас у ЈАР-у), чиме је Бечуана била једна од ретких територија чији се главни град није налазио на њезиној територији. Територија Бечуане је касније проширена на север, припајањем Нгамиленда.